# 阿拉克巴尔·阿利耶夫
阿拉克巴尔·阿利耶夫（1955年12月22日—1992年8月7日），是一名阿塞拜疆军人。他因在第一次纳戈尔诺-卡拉巴赫战争中陣亡，而被追授为阿塞拜疆国家英雄。

## 生平
1955年12月22日，阿拉克巴尔·阿利耶夫出生在阿塞拜疆库巴特雷区的伊希格利村。他毕业于苏姆盖特职业技术学院，之后曾担任库巴特雷区化学联盟主席，后在家乡担任国有农场索夫霍兹的副主任。他已婚并有四个孩子。
第一次纳戈尔诺-卡拉巴赫战争爆发后，当亚美尼亚人攻入阿塞拜疆后，他响应阿利亚尔·阿利耶夫，担任志愿民兵赶赴前线。1992年8月7日，他在拉欽區苏阿拉西交火中陣亡。

## 纪念
1992年12月7日，阿塞拜疆总统发布第350号总统令，追授阿拉克巴尔·阿利耶夫为“阿塞拜疆国家英雄”。他死后葬于巴库烈士长廊。位于巴库哈泰区的第204中学也以他命名。

## 相关
- 第一次纳戈尔诺-卡拉巴赫战争
- 阿塞拜疆国家英雄

## 延伸阅读
- Vugar Asgarov. Azərbaycanın Milli Qəhrəmanları (Yenidən işlənmiş II nəşr). Bakı: "Dərələyəz-M", 2010, səh. 79.